# Nicella goreaui
Nicella goreaui är en korallart som beskrevs av Bayer 1973. Nicella goreaui ingår i släktet Nicella och familjen Ellisellidae. Inga underarter finns listade i Catalogue of Life.